# Wieruszów (gemeente)
De gemeente Wieruszów is een stad- en landgemeente in het Poolse woiwodschap Łódź, in powiat Wieruszowski.
De zetel van de gemeente is in Wieruszów.
Op 30 juni 2004 telde de gemeente 14 236 inwoners.

## Oppervlakte gegevens
In 2002 bedroeg de totale oppervlakte van gemeente Wieruszów 97,13 km², waarvan:
- agrarisch gebied: 68%
- bossen: 20%

De gemeente beslaat 16,86% van de totale oppervlakte van de powiat.

## Demografie
Stand op 30 juni 2004:
| Omschrijving                   | Totaal | Totaal | Vrouwen | Vrouwen | Mannen | Mannen |
| ------------------------------ | ------ | ------ | ------- | ------- | ------ | ------ |
| eenheid                        | aantal | %      | aantal  | %       | aantal | %      |
| inwoners                       | 14 236 | 100    | 7307    | 51,3    | 6929   | 48,7   |
| bevolkingsdichtheid (inw./km²) | 146,6  | 146,6  | 75,2    | 75,2    | 71,3   | 71,3   |

In 2002 bedroeg het gemiddelde inkomen per inwoner 1373,96 zł.

## Administratieve plaatsen (sołectwo)
Chobanin, Cieszęcin, Jutrków, Klatka, Kowalówka, Kuźnica Skakawska, Lubczyna, Mieleszynek, Mirków, Pieczyska, Polesie, Teklinów, Wyszanów.

## Overige plaatsen
Cieluch, Dobrydział, Dzięcioł, Górka Wieruszowska, Grobla, Grześka, Huby Wieruszowskie, Marianów, Mieczków, Mieleszyn, Mysznary, Nawrotów, Ochędzyn, Podteklinów, Podzamcze, Porwał, Pustkowie, Raj, Skakawa, Sopel, Suśnie, Święty Roch, Wesoła.

## Aangrenzende gemeenten
Baranów, Bolesławiec, Czastary, Doruchów, Galewice, Kępno, Sokolniki